# Kwadwo Mpiani
Kwadwo Okyere Mpiani ist einer der führenden Finanzberater, Managementberater und Politiker Ghanas.

## Ausbildung
Mpiani besuchte das Prempeh College in Kumasi zwischen Februar 1955 und Dezember 1961. Später besuchte er zwischen Oktober 1963 und Juni 1966 die Universität von Ghana und schloss im Sommer 1966 mit dem Bachelor in Administration ab.
Zwischen September 1968 und Juli 1969 besuchte er das Arthur D. Little Institute für Wirtschaft.

## Karriere
Mpiani arbeitete zunächst für die Capital Investment Gesellschaft (heute Ghana Investment Promotion Centre) und später an der National Investment Bank. Bis zum Jahr 1974 war er aufgestiegen zum Abteilungsleiter der National Investment Bank der Abteilung für das Investitionsentwicklung. Im Jahr 1978 wurde er zum Chief Manager.
Zwischen 1979 und 1981 war Mpiani Mitglied des ghanaischen Parlaments unter Präsident Hilla Limann. In dieser Zeit war er im Besonderen im Finanzausschuss und im Wirtschaftsausschuss tätig.
Nach dem Militärputsch vom 31. Dezember 1981 durch Jerry Rawlings ging Mpiani ins politische Exil zunächst in die Elfenbeinküste und später nach Großbritannien. Erst nach dem Ende der Militärdiktatur im Jahr 1992 unter dem nunmehr zum Präsidenten gewählten Jerry Rawlings kehrte Mpiani nach Ghana zurück.
Seit 2005 ist Mpiani Minister für Angelegenheiten des Präsidenten und Minister für Luftfahrt und Stabschef der Präsidentschaft von Präsident John Agyekum Kufuor. Im April 2006 wurde das Ministerium neu aufgeteilt. Minister für Luftfahrt wurde Gloria Akuffo. Mpiani blieb Minister für Angelegenheiten des Präsidenten.